# Mesocricetus brandti
Il criceto dorato di Turchia (Mesocricetus brandti Nehring, 1898) è un roditore della famiglia dei Cricetidi.

## Descrizione
Con una lunghezza testa-corpo di 120–180 mm e un peso di 100-300 g, il criceto dorato di Turchia è leggermente più grande del criceto dorato di Siria; come gli altri membri del suo genere, è caratterizzato da corpo tozzo, zampe corte e piccoli piedi. Ha coda molto corta (circa 39 mm) e orecchie relativamente grandi, così come le tasche guanciali. Il manto è color grigio scuro sulla regione dorsale e giallo-grigiastro su quella ventrale; presenta segni facciali molto netti, con banda nera sopra l'orecchio, e una banda nera trasversale sul petto.

## Distribuzione e habitat
Il criceto dorato di Turchia presenta l'areale più vasto di qualunque altra specie del genere Mesocricetus. È diffuso in Anatolia, Transcaucasia (Armenia, Georgia e Azerbaigian), Daghestan sud-orientale (Federazione Russa) ed Iran nord-occidentale (fino alla regione di Qazvin ad est e a quella del Lorestan a sud). Sono errate le testimonianze che lo verrebbero presente anche in Iraq settentrionale, Siria, Libano e Israele settentrionale.
È presente in steppe rocciose aride, campi e praterie dal livello del mare fino a 2600 m di altitudine, ma si incontra generalmente tra i 1000 e i 2200 m.

## Biologia
Si nutre di piante erbacee e cereali, e talvolta cattura anche insetti e altri invertebrati. Va in ibernazione e raccoglie provviste per l'inverno. Tali provviste sono costituite da cereali, radici di piante erbacee, bulbi e foglie. A seconda del tipo di terreno le sue tane possono spingersi a profondità comprese tra i 50 cm e i 2 m ed essere lunghe da 6 a 10 m. Ciascuna tana presenta diversi passaggi e camere per la nidificazione, per l'immagazzinamento delle provviste e camere-latrina. Spesso condivide la tana con colonie di arvicole campestri ed arvicole sociali. Si riproduce 2-3 volte all'anno. In annate favorevoli può riprodursi fino a 4 volte. Ogni nidiata è composta da 4 a 20 piccoli, mediamente 10. La gestazione dura 16-17 giorni.